# Piast (tygodnik)
Piast – tygodnik wydawany w latach 1913–1939 i 1945–1949 w Krakowie. Organ PSL „Piast”, SL oraz PSL.

## Historia
29 października 1913 roku odbyło się pierwsze zebranie 10 działaczy PSL „Piast”, którzy byli posłami do wiedeńskiej Rady Państwa. Na tym zebraniu uchwalono projekt wydawania własnego pisma. 4 grudnia odbyło się zebranie założycielskie Ludowego Towarzystwa Wydawniczego, oraz ustalono tytuł nowego pisma „Piast”, a pierwszym redaktorem naczelnym został Jakub Bojko. 14 grudnia 1913 roku ukazał się pierwszy numer pisma ludowego: „Piast”. Tygodnik polityczny, społeczny, oświatowy poświęcony sprawom ludu polskiego. Siedziba redakcji znajdowała się w Krakowie.
27 sierpnia 1939 roku ukazał się ostatni numer tygodnika i podczas II wojny światowej tygodnik się nie ukazywał. Po wojennej przerwie, 14 października 1945 roku wznowiono wydawanie tygodnika. W grudniu 1948 roku siedziba redakcji została przeniesiona do Warszawy. 27 listopada 1949 roku ukazał się ostatni numer tygodnika.
Redaktorzy naczelni:
1913–1915. Jakub Bojko.
1915–1924. Józef Rączkowski.
1924–1925. dr Władysław Kiernik.
1925–1927. Jan Brodacki.
1927–1928. Jan Owiński.
1928– 1930 Jan Brodacki.
1933–1939. Eugeniusz Bielenin.
1945–1946. Karol Buczek.
1948–1949. Eugeniusz Bielenin.